# وپریی
وپریی (به لاتین: Vepriai) یک منطقهٔ مسکونی در لیتوانی است که در اوکشتایتیا واقع شده‌است.

## نگارخانه

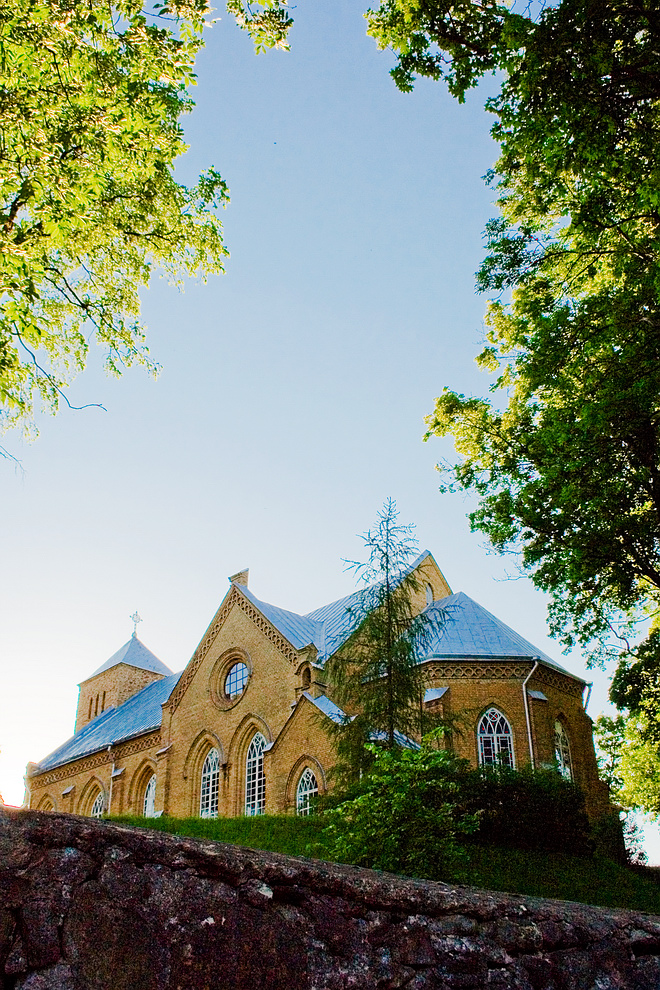
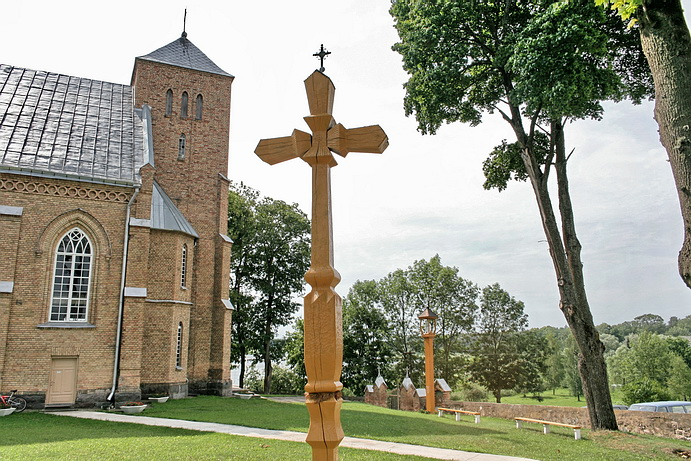
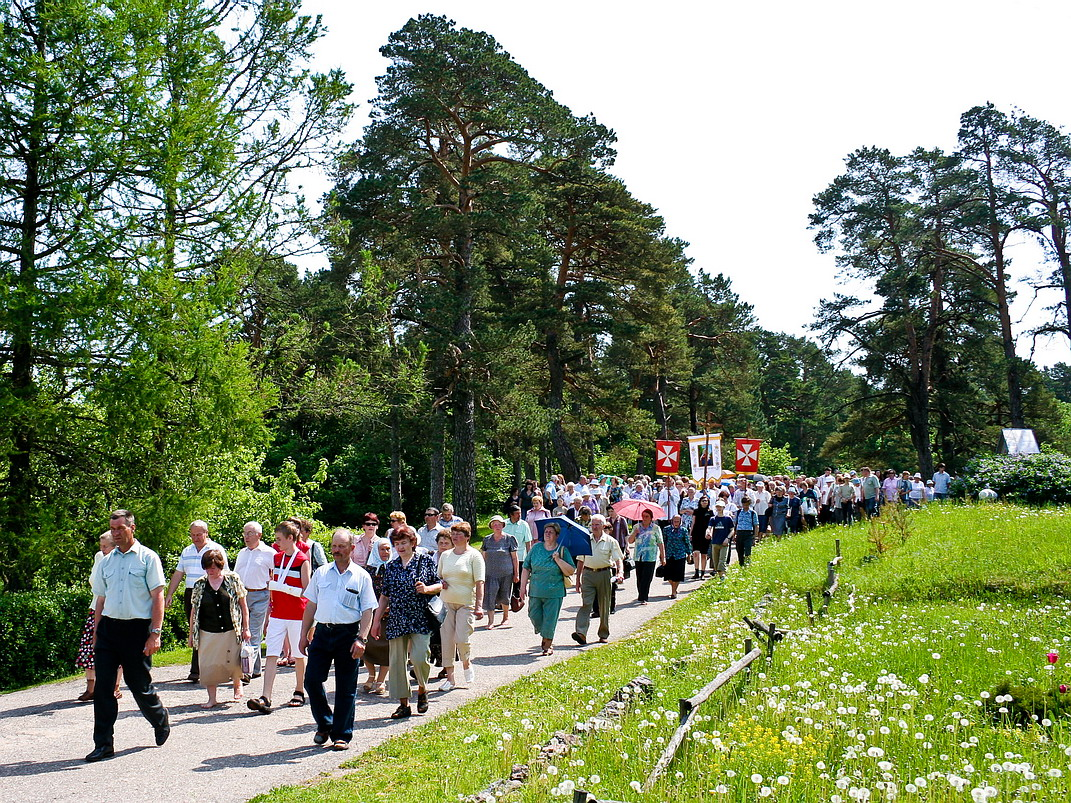
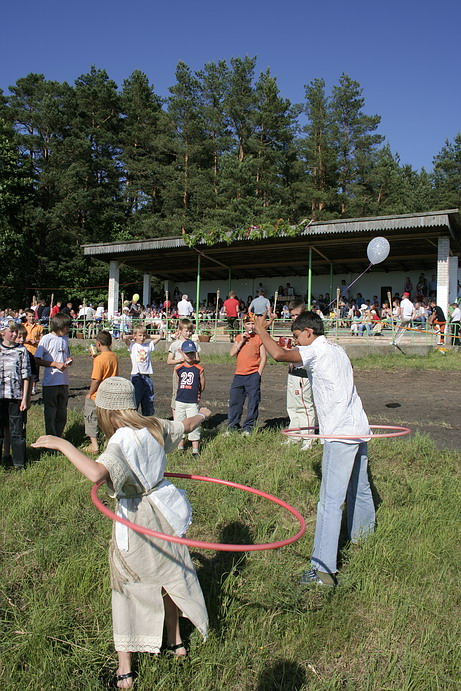
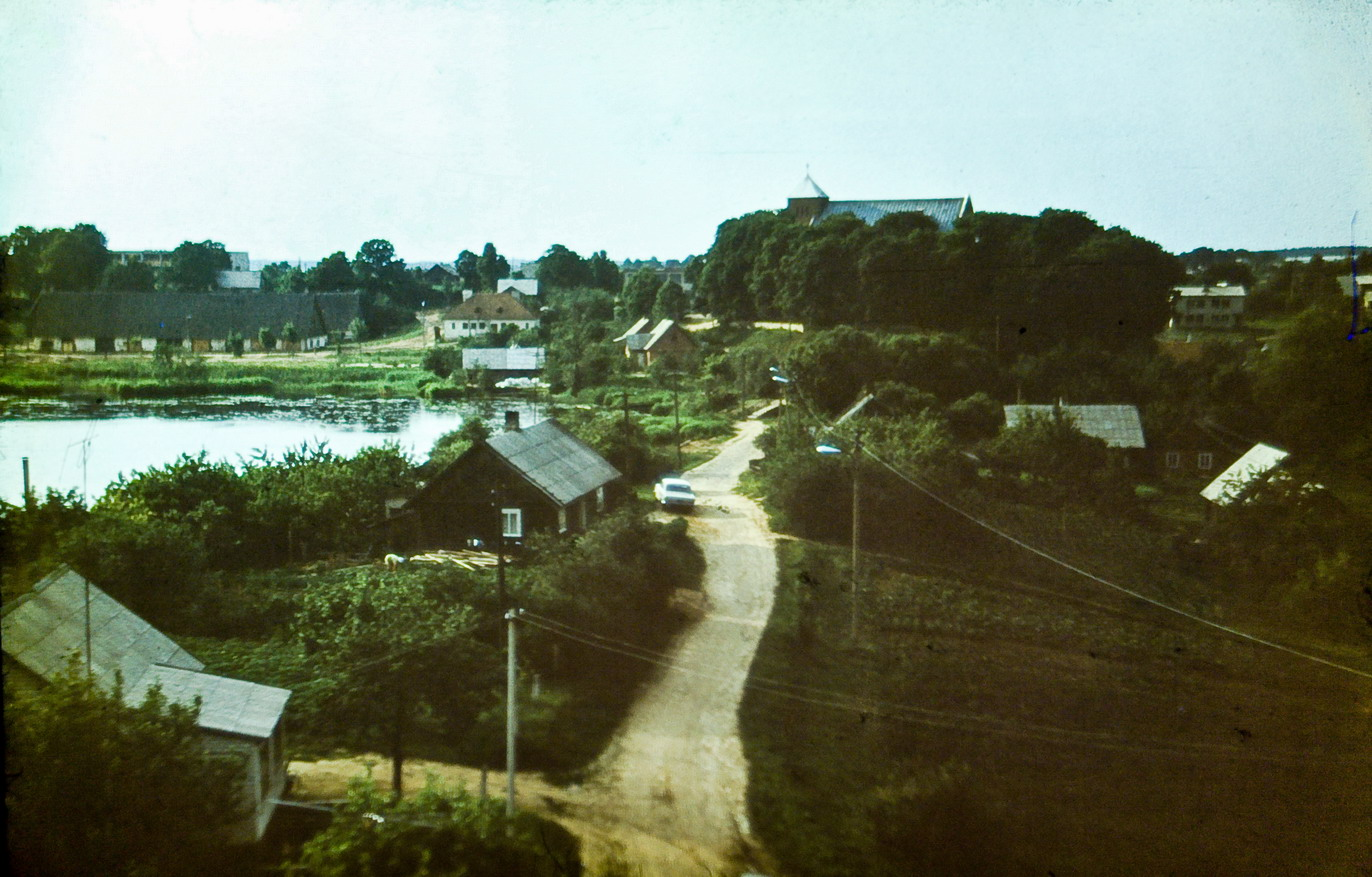
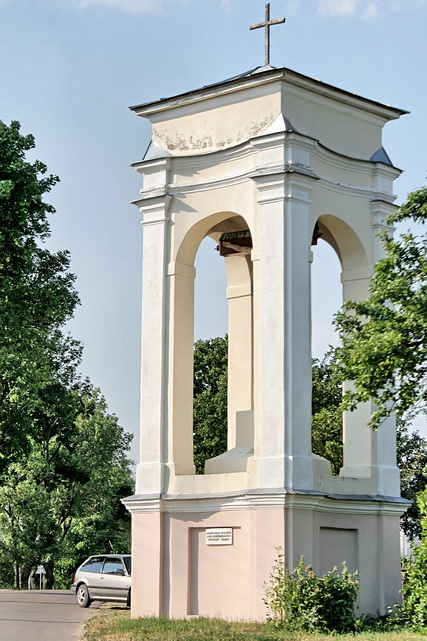
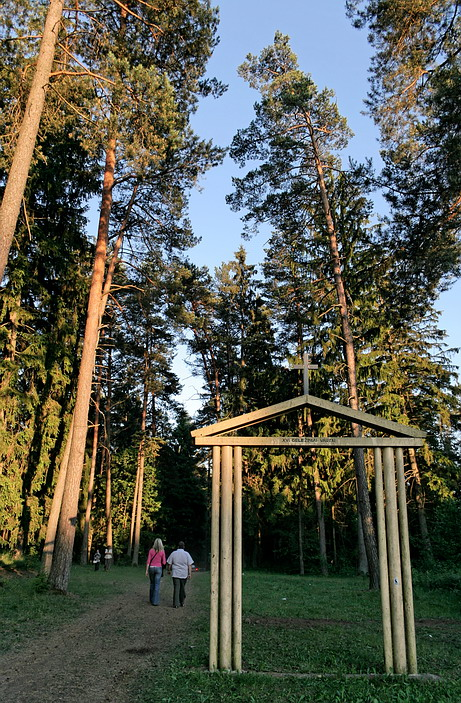

## خصوصیات
وپریی ۵۴۹ نفر جمعیت دارد.